# أندرسون لويز
أندرسون لويز (بالبرتغالية: Ânderson Luís Schweitzer‏) هو لاعب كرة قدم برازيلي في مركز الوسط، ولد في 5 أبريل 1974 في فلوريانوبوليس في البرازيل. لعب مع أتلتيكو مينيرو ونادي أنكونا ونادي إنترناسيونال ونادي بادوفا ونادي بريشيا ونادي جوفنتودي ونادي سانتوس ونادي فينيزيا ونادي كريسيوما.